# Iain Jensen
Iain Valjean Jensen OAM (* 23. Mai 1988 in Newcastle) ist ein australischer Segler.

## Erfolge
Iain Jensen nahm an zwei Olympischen Spielen teil. 2012 startete er gemeinsam mit Nathan Outteridge in der 49er Jolle, mit dem er die Regatta vor der neuseeländischen und der dänischen Crew auf dem ersten Platz beendete, womit die beiden Olympiasieger wurden. Hierfür wurde er 2014 mit der Medaille des Order of Australia ausgezeichnet. Bei den Olympischen Spielen 2016 in Rio de Janeiro belegten sie hinter den Neuseeländern Peter Burling und Blair Tuke den zweiten Rang und sicherten sich so die Silbermedaille.
Bei Weltmeisterschaften wurde er mit Nathan Outteridge zwischen 2009 und 2015 dreimal Weltmeister: 2009 in Riva del Garda, 2011 in Perth und 2012 in Zadar. Darüber hinaus wurden die beiden zweimal Vizeweltmeister und einmal Dritter.